# Another Man's Treasure
Albums de Ima Robot
Search and Destroy EP
(2006)
Another Man's Treasure est le troisième album du groupe Ima Robot. Il est sorti chez Werewolf Heart Records le 18 septembre 2010 et disponible en téléchargement sur iTunes. 

## Liste des chansons
Toutes les chansons ont été composées par Tim Anderson, Alex Ebert & Filip Nikolic
1. "One Man's Trash" - 0:50
2. "Ruthless" - 6:41
3. "Sail With Me" - 5:53
4. "Rough Night" - 6:41
5. "Life Is Short" - 6:09
6. "Pass It On" - 5:40
7. "Shine Shine" - 5:20
8. "Swell" - 8:58

## Pistes de la face-B bonus (disponible pour les commandes depuis imarobot.com)
1. "Greenback Boogie" - 4:58
2. "Victory" - 5:29
3. "Peru" - 4:54
4. "Life is Short" (Extended Ice Cream Truck Edit) - 8:11

"Greenback Boogie" est la musique du générique de la série américaine "Suits, avocats sur mesure".

### Interprètes
- Alex Ebert "Edward Sharpe" - Chant
- Timmy "The Terror" Anderson - Guitare
- Filip Nikolic "Turbotito" - Guitare Basse
- Jason "Computer Jay" Taylor - claviers
- Jonas Petri Megyessi - Guitare, percussions
- Orpheo McCord - Batterie

### Musiciens additionnels
- Scott Devours - Batterie
- Lukas Haas - Piano électrique Wurlitzer
- Audrae Mae - Chœurs
- Lars Vognstrup - Synthétiseur, chœurs
- William "Smitty" Smith - mallets

### Équipe de production
- Sergio Chaves - Ingénieur
- Stewart Cole - Trompette
- Pete Lyman - Direction
- Marcus Samperio - Ingénieur
- Hama Sanders - Photographe
- Shiviah Silvah - Ingénieur assistant